# Susanna Rothová
Susanna Rothová německy Susanna Róth (1950 Winterthur - 11. července 1997 Curych) byla švýcarská bohemistka, překladatelka a literární kritička.

## Biografie
Susanna Rothová se narodila v 1950 ve Winterthuru. Studovala románskou a slovanskou filologii v Curychu, v Paříži a v Praze. V letech 1977 až 1982 působila na Curyšské univerzitě, kde se věnovala slavistice. V roce 1985 získala na téže univerzitě doktorát na základě disertační práce o českém spisovateli Bohumilu Hrabalovi. Pracovala jako překladatelka a vedla curyšskou pobočku Pro Helvetia Foundation. Do němčiny přeložila více než třicet knih českých autorů, včetně děl Milana Kundery, Bohumila Hrabala, Věry Linhartové, Daniely Hodrové nebo Boženy Němcové. V 1993 roce se stala první laureátkou Ceny Premia Bohemica, udílené zahraničním překladatelům, kteří se zasloužili o šíření české literatury.

## Pamět
Od 2013 roku probihá Mezinárodní překladatelská soutěž Cena Susanny Roth, iniciovaná Institutem umění – Divadelním ústavem, která je určena mladým překladatelům z českého jazyka.